# Пластинація

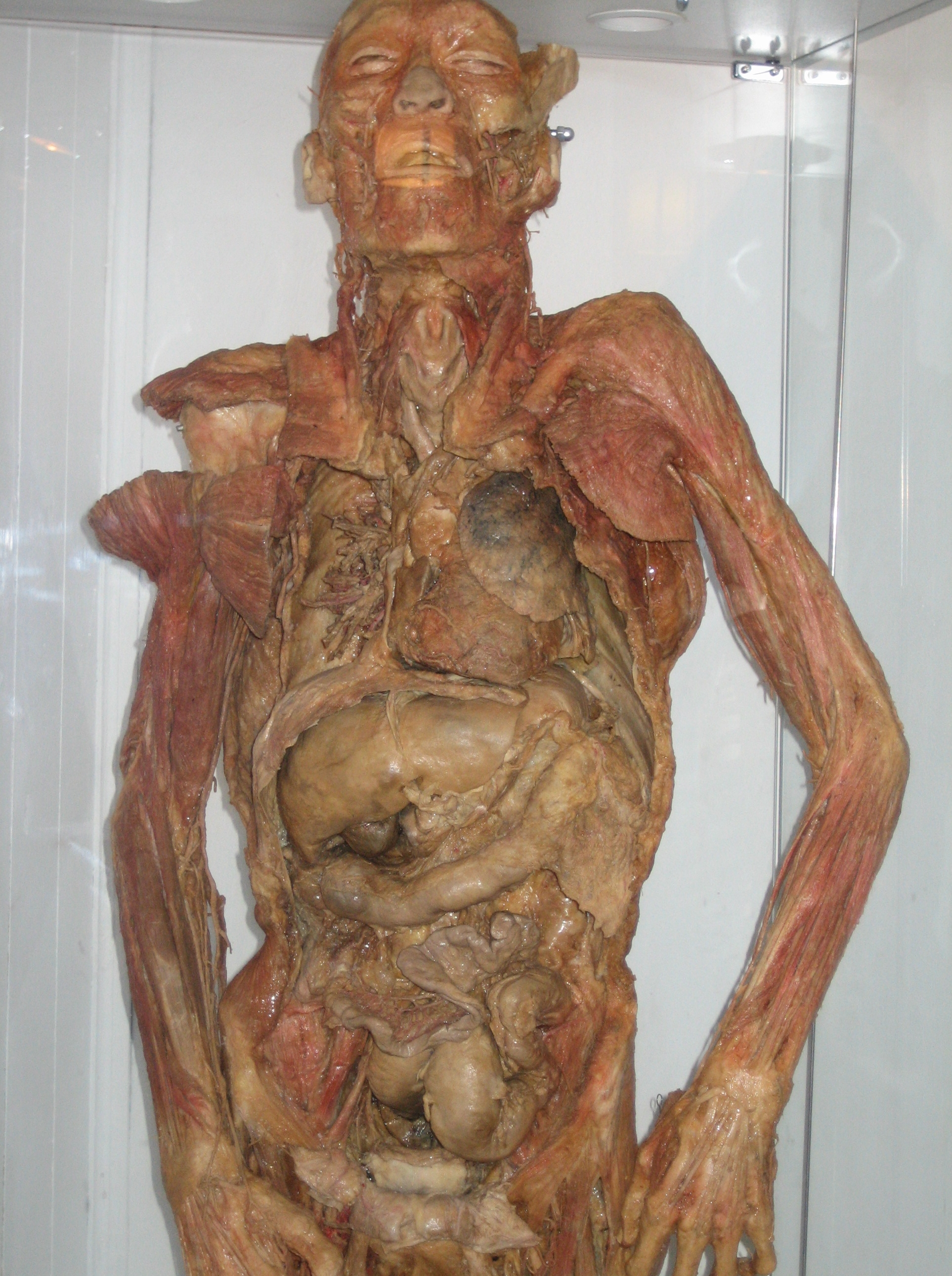
Експонат цілого тіла, пластинований силіконом для Естонського музею охорони здоров'я.

Пластинація — метод бальзамування та консервації анатомічних препаратів, що полягає в заміні води і ліпідів у біологічних тканинах на синтетичні полімери і смоли. Виготовлений методом пластинації анатомічний об'єкт називається «пластинат». Залежно від використовуваного полімеру розрізняють три основні методики пластинації:
1. Пластинацію силіконом («полімерне бальзамування»), що дозволяє виготовляти пластинат органів, анатомічних областей і цілого тіла. Силіконові пластинати еластичні й пружні, зберігають природну форму, об'єм і колір анатомічних препаратів.
2. Пластинація за допомогою епоксидної смоли дає можливість виготовляти плоскі й прозорі зрізи і розпили органів і частин тіла. Епоксидні пластинати мають товщину від 1 до 10 мм, вони жорсткі й тверді, їх можна досліджувати як неозброєним оком, так і під невеликим збільшенням у відбитому й прохідному світлі.
3. Пластинація поліефірними смолами дозволяє виготовляти плоскі й непрозорі зрізи і розпили завтовшки від 3 мм до декількох сантиметрів. Ця методика використовується переважно для виготовлення пластинованих зрізів головного мозку, оскільки дозволяє добре розрізняти білу і сіру речовину на мозкових препаратах.

Нарівні з виготовленням навчальних анатомічних препаратів, що застосовуються для медичної освіти, пластинацію широко використовують в анатомічних і клінічних дослідженнях.

## Процес пластинації
Пластинація складається з чотирьох основних етапів:
- фіксація і препарування
- зневоднення і знежирення
- імпрегнація полімеру
- полімеризація

Пластинацію винайшов у 1970-х роках доктор Гунтер фон Хагенс. З 1993 року він очолює ним же створений Інститут пластинації. За його словами, він організував інститут, оскільки Гейдельберзький Університет уже не міг якісно займатися цим, адже на пластинацію одного людського тіла йде 1000—1500 робочих годин. Нині він використовує трупи і їхні органи в композиціях і організовує пересувні виставки, які продовжують викликати суспільний резонанс.

## Використання в музейній справі та навчальному процесі
Пластинацію силіконом активно використовують при виготовленні музейних зразків та наочностей для занять зі студентами на кафедрі анатомії НУБіП, зокрема в експозиції Музею анатомії НУБіП. Техніку виготовлення таких зразків в Україні опанував і широко використовує фундатор та розбудовник зазначеного музею Олег Мельник.

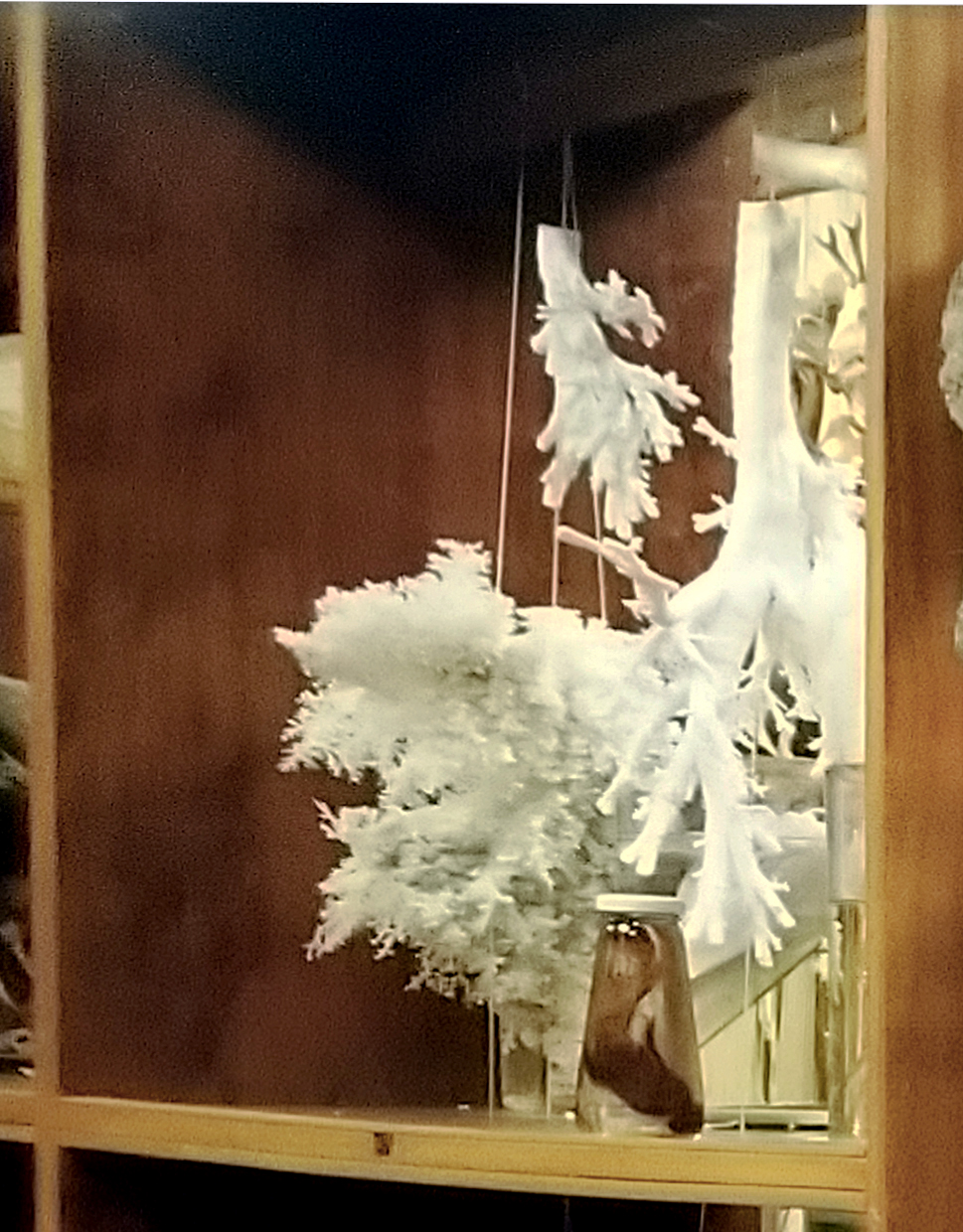
Корозійні препарати бронхо-легеневого дерева різних ссавців
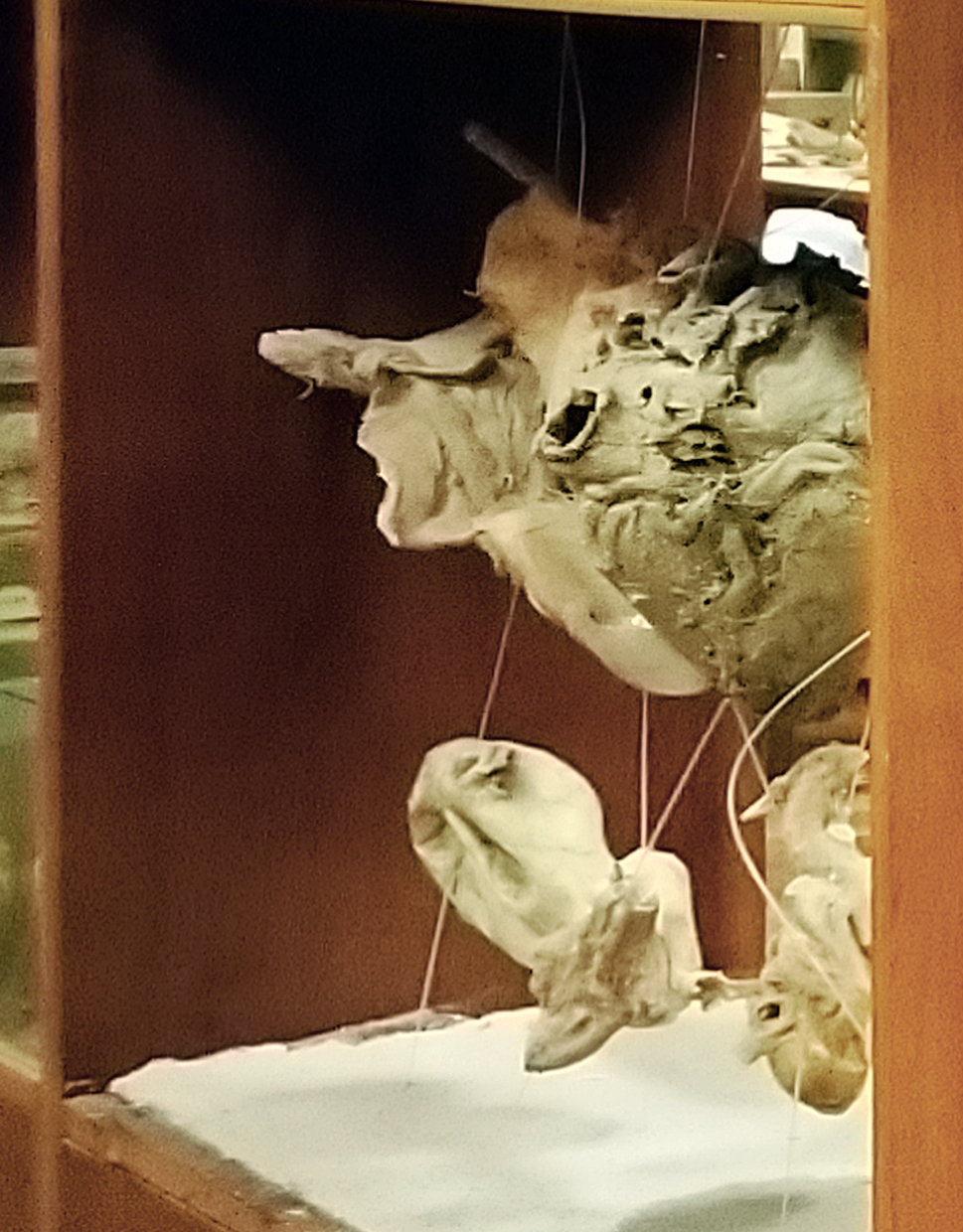
Препарати різних органів тварин, виготовлені методом пластинації